# Brickdam Street
Brickdam Street est la plus ancienne voie de Georgetown, capitale du Guyana.

## Historique
Brickdam Street est la plus ancienne rue de Georgetown.
Brickdam Street aurait été recouverte d'asphalte en 1920 pour la venue du prince de Galles, Édouard,.

## Bâtiments remarquables et lieux de mémoire
- Cathédrale de l’Immaculée-Conception de Georgetown[3].